# Matrix (singel)
Matrix (zapis stylizowany: matrix) – ósmy singel polskiej piosenkarki Bryski z jej drugiego albumu studyjnego, zatytułowanego biorę wdech (hikikomori). Singel został wydany 23 listopada 2023.

## Geneza utworu i historia wydania
Utwór napisali i skomponowali Gabriela Nowak-Skyrpan, Magdalena Wójcik, Marco Quisisana, Mark Neve oraz Cristiano Cesario, którzy również odpowiadają za produkcję utworu.
Singel ukazał się w formacie digital download 23 listopada 2023 w Polsce za pośrednictwem wytwórni płytowej Magic Records w dystrybucji Universal Music Polska. Piosenka została umieszczona na drugim albumie studyjnym Bryski – biorę wdech (hikikomori).

## Teledysk
Do utworu powstał teledysk, który udostępniono w dniu premiery singla za pośrednictwem serwisu YouTube.

## Lista utworów
- Digital download[2]

1. „Matrix” – 2:59